# Лепта

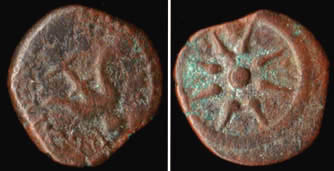
Бронзовая мит, также известная как лепта (тонкая, маленькая), введённая в оборот иудейским царём Александром Яннаем, 103—76 гг. до н. э. На лицевой стороне: цветущий лотосовый скипетр Древнего Египта заключённый в круг; на оборотной стороне: восьмиконечная звезда

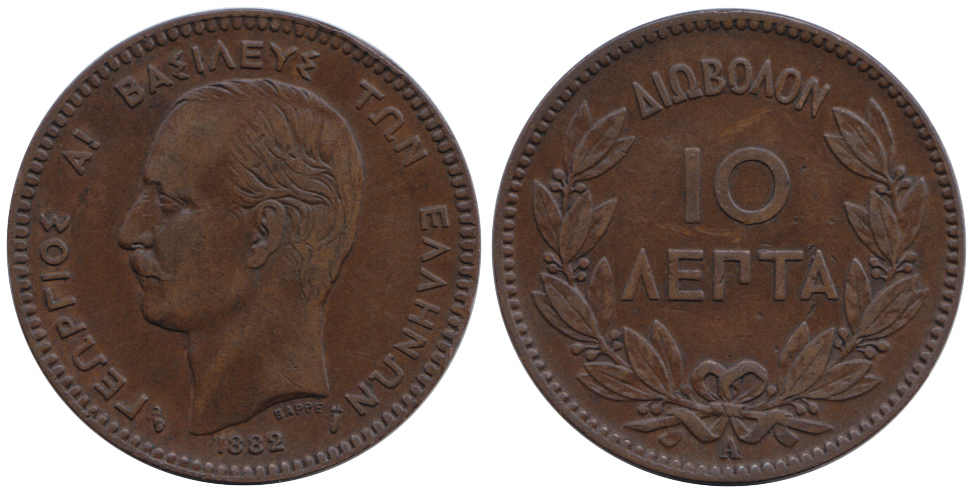
10 лепт 1882 г.

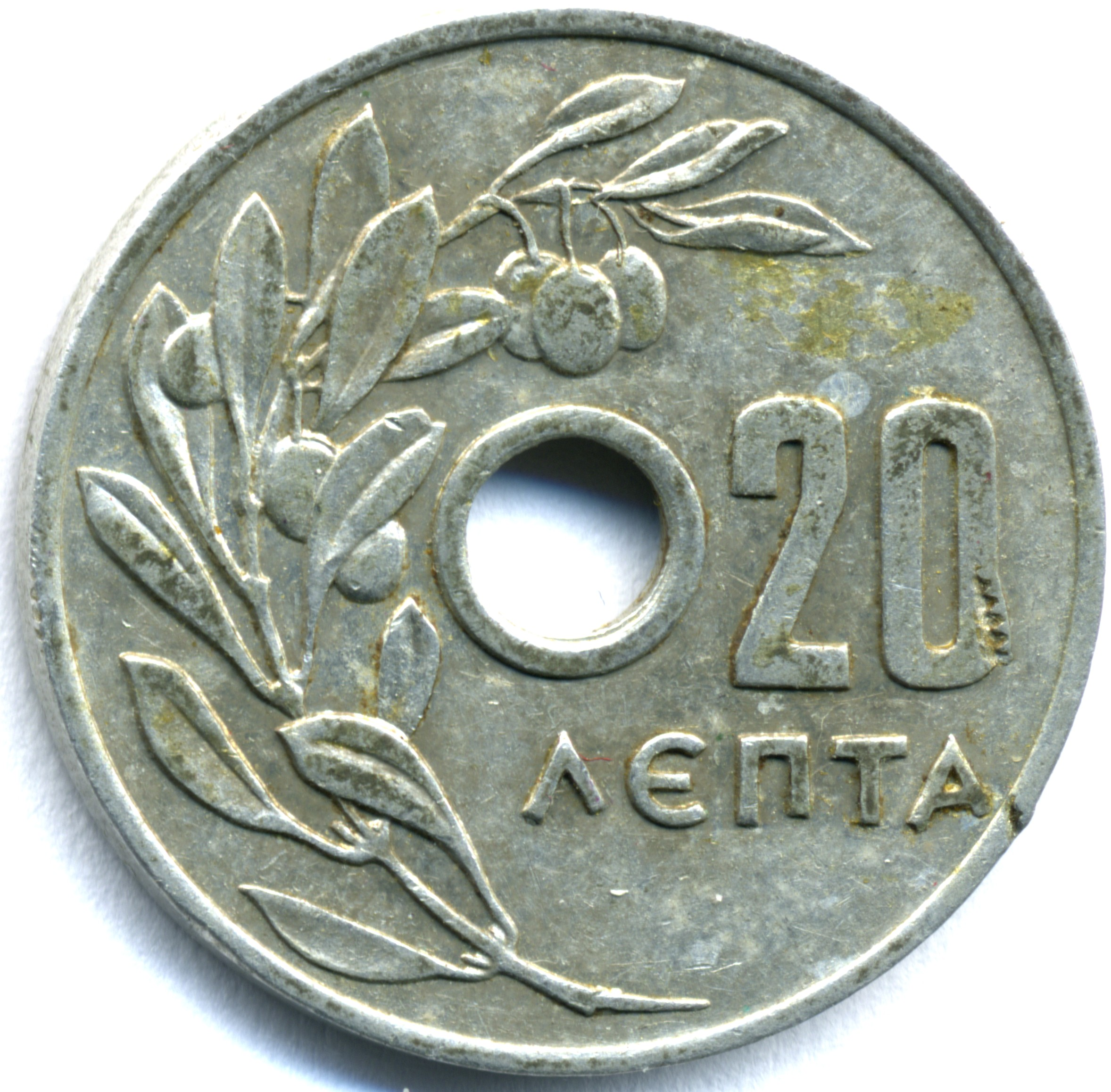
Алюминиевая монета-20 лепт 1954.

Ле́пта (др.-греч. λεπτόν, греч. λεπτό) — монета в Древней Греции, денежная единица современной Греции. Название происходит от др.-греч. λεπτός и означает «маленький», «тонкий». В настоящее время наименование «лепта» присутствует на монетах-евроцентах, чеканящихся в Греции.
- В Древней Греции лепта — медная (бронзовая) греческая монета, составлявшая 1/7 халка, половину кодранта или 1/56 часть обола. Эта монета, как и вообще бронзовые деньги, вошла в употребление только после Александра Великого благодаря римскому и этрусскому влиянию.
- С XIX века лепта — 1⁄100 греческого феникса (1827—1832), а затем драхмы (1832—2000). С 1828 по 1831 год чеканились медные монеты в 1, 5, 10 и 20 лепт с изображением восстающего из огня Феникса. С 1832 по 1857 медные монеты в 1, 2, 5 и 10 лепт с изображением флага Греческого королевства. С 1869 по 1883 чеканились медные лепты номиналом 1, 2, 5, 10 и серебряные монеты в 20 и 50 лепт. На них помещался портрет короля Георга I.[2] Далее лепты изготавливали из медно-никелевого сплава или бронзы.

С 1 января 2002 года официальной валютой Греции стал евро, заменивший греческую драхму, а лепта была заменена евроцентом, при этом наименование «лепта» на монетах, чеканящихся в Греции, сохранено. Евроценты на греческом языке имеют два названия — лепта (λεπτό) и цент (σεντ), на «национальной» стороне греческих монет в евроцентах номинал обозначается в лептах.
При письме лепту обозначают греческой буквой «лямбда» — Λ.
Выражение «внести свою лепту» имеет евангельское происхождение (Мк. 12:42, Лк. 21:2, см. «Лепта вдовицы»).
И сел напротив сокровищницы и смотрел, как народ медяки в сокровищницу бросает. И многие богатые бросали много.
И подошла одна бедная вдова, и положила две лепты, то есть грош (четверть ассария).
И воззвал к ученикам Своим и сказал им: истинно говорю вам, что эта бедная вдова положила больше всех, кто клал в сокровищницу.
Ибо все клали от излишка своего, а она положила из убожества своего все, что имела, свое пропитание все.	
Согласно описанному эпизоду устойчивое выражение «внести лепту» имеет значение «принять посильное участие». Соответственно «вдовиной (вдовьей) лептой» называют формально небольшой вклад в общее дело, который, впрочем, имеет существенную внутреннюю значимость, учитывая свою относительную стоимость для делающего его лица.